# Musculus infraspinatus
De musculus infraspinatus of onderdoornspier is een schouderspier gelegen op het schouderblad. De origo ligt aan de fossa infraspinata van de spina scapulae en de fascia infraspinata. De insertie zit vast aan het tuberculum majus. De spier wordt bedekt door de musculus deltoideus. De functie van de musculus infraspinatus is exorotatie van de bovenarm en hij zorgt er mede voor de kop van de bovenarm op zijn plaats blijft in het schoudergewricht. Deze spier maakt deel uit van de rotatorenmanchet. De innervatie is de nervus suprascapularis (C5-C6).